# Apomys minganensis
Apomys minganensis és una espècie de mamífer rosegador de la família dels múrids. És endèmic de l'illa de Luzon (Filipines).

## Descripció
És un rosegador de petites dimensions, amb la llargada total entre 246 i 279 mm, la llargada de la cua entre 116 i 138 mm, la llargada del peu entre 31 i 35 mm, la llargada de les orelles entre 18 i 19 mm i un pes de fins a 92 g.

## Biologia
És una espècie terrestre i nocturna, que es nodreix de cucs i altres invertebrats de cos tou.

## Distribució i hàbitat
Aquesta espècie és endèmica de les muntanyes Mingan, a la part nord-oriental de l'illa de Luzon, a les Filipines.
Viu als boscos molsosos i montans a entre 1.540 i 1.785 metres d'altitud.

## Estat de conservació
Com que fou descoberta fa poc, l'estat de conservació d'aquesta espècie encara no ha estat avaluat formalment.